# 다니엘레 콘티
다니엘레 콘티(이탈리아어: Daniele Conti, 1979년 1월 9일 ~ )는 이탈리아의 전 축구 선수로, 포지션은 미드필더이다.